# Tommy Macias
Nils Tommy Josef Macias (ur. 20 stycznia 1993 r. w Boo) – szwedzki judoka, złoty medalista igrzysk europejskich, mistrz Europy, czterokrotny mistrz Szwecji (2013, 2014, 2017, 2018).